# 圣拉代贡德
圣拉代贡德（法語：Sainte-Radégonde，法語發音：[sɛ̃t ʁadeɡɔ̃d]）是法国新阿基坦大区维埃纳省的一个市镇，位于该省东部偏北，属于蒙莫里永区。该市镇2009年时的人口为169人。

## 人口
圣拉代贡德人口变化图示
| 数据来源：INSEE |

## 交通
维埃纳省省道D2线、D2E线和D6线经过境内。